# Goidhoo
Ne doit pas être confondu avec Goidhoo (atoll de Baa).
Cette page contient des caractères et des mots thâna comme ހ ou ފ. En cas de problème, consultez l’article Thâna ou testez votre navigateur.
Goidhoo, en divehi ގޮއިދޫ, est un atoll des Maldives. Ses 657 habitants se répartissent sur 3 des 7 îles qui le composent. Les terres émergées représentent 2,2 km2 sur les 112,61 km2 de superficie totale de l'atoll, lagon inclus.

## Référence
1. ↑  (en) Abdulla Naseer, « Proceedings of the workshop on coastal area planning and management in Asian ... »